# Condado de Shenandoah
El condado de Shenandoah (en inglés: Shenandoah County), fundado en 1772, es uno de 95 condados del estado estadounidense de Virginia. En el año 2000, el condado tenía una población de 35,075 habitantes y una densidad poblacional de 26 personas por km². La sede del condado es Woodstock.

## Geografía
Según la Oficina del Censo, el condado tiene un área total de 1329 km² (513,1 mi²), de la cual 1326 km² (512 mi²) es tierra y 0 km² (0 mi²) (0.06%) es agua.

### Condados adyacentes
- Condado de Hardy (Virginia Occidental) (noroeste)
- Condado de Frederick (noreste)
- Condado de Warren (este)
- Condado de Page (sureste)
- Condado de Rockingham (suroeste)

## Demografía
Según la Oficina del Censo en 2006, los ingresos medios por hogar en el condado eran de $39,173, y los ingresos medios por familia eran $45,080. Los hombres tenían unos ingresos medios de $29,952 frente a los $22,312 para las mujeres. La renta per cápita para el condado era de $19,755. Alrededor del 8.20% de la población estaban por debajo del umbral de pobreza.

## Localidades
| - Edinburg - Mount Jackson - New Market | - Strasburg - Toms Brook - Woodstock |

### Comunidades no incorporadas
| - Alonzaville - Basye-Bryce Mountain - Bowmans Crossing - Calvary | - Carmel - Clary - Columbia Furnace - Conicville | - Detrick - Forestville - Hamburg - Hawkinstown | - Lebanon Church - Maurertown - Mount Clifton - Oranda | - Orkney Springs - Quicksburg - Saint Luke - Saumsville | - Wheatfield |